# Supercoppa italiana 2014
La Supercoppa italiana 2014, denominata Supercoppa TIM per ragioni di sponsorizzazione, è stata la 27ª edizione della competizione disputata il 22 dicembre 2014 allo stadio Jassim bin Hamad a Doha, in Qatar. La sfida è stata disputata tra la Juventus, vincitrice della Serie A 2013-2014, e il Napoli, detentore della Coppa Italia 2013-2014.
A conquistare il trofeo sono stati i partenopei che si sono imposti sui bianconeri 6-5 ai tiri di rigore, dopo l'1-1 dei tempi regolamentari e il 2-2 dei supplementari.

## Partecipanti
| Squadre  | Qualificazione                         | Partecipazioni precedenti (il grassetto indica la vittoria) |
| -------- | -------------------------------------- | ----------------------------------------------------------- |
| Juventus | Vincitore della Serie A 2013-2014      | 9 (1990, 1995, 1997, 1998, 2002, 2003, 2005, 2012, 2013)    |
| Napoli   | Vincitore della Coppa Italia 2013-2014 | 2 (1990, 2012)                                              |

## Antefatti
È la terza finale nella storia della competizione in cui si affrontano bianconeri e azzurri, dopo le edizioni del 1990, vinta dai partenopei per 5-1, e del 2012, conquistata dai torinesi per 4-2 ai tempi supplementari.
Dopo quasi diciannove anni la manifestazione si gioca nuovamente nella stagione invernale (l'edizione del 1995 si disputò il 17 gennaio 1996) e, dopo quattordici anni consecutivi, non ha luogo nel mese di agosto: la finale era originariamente prevista per il 24 agosto 2014, per prassi, come prologo alla stagione calcistica nazionale; tuttavia, considerati gli impegni del Napoli nei play-off di Champions League, i campani chiesero e ottennero il posticipo della data.

## Contesto
Prima di scendere in campo, sulla carta la Juventus godeva d'un leggero favore nei pronostici. In campionato, infatti, i bianconeri avevano chiuso il 2014 al primo posto in classifica, mentre il Napoli, complici alcune gare altalenanti, si era fermato in quarta posizione. In vista della finale, il tecnico dei torinesi Allegri confermò pressoché l'undici titolare, nonostante alcuni giocatori affaticati. Il tecnico del Napoli Benítez confermò anche lui l'undici titolare, con l'unica eccezione dell'olandese De Guzmán preferito al belga Mertens.

## La partita
Arbitrata da Paolo Valeri, la gara cominciò subito in salita per il Napoli: al 5º minuto di gioco Tévez portò in vantaggio la Juventus approfittando dell'errore difensivo di Albiol e Koulibaly. Il Napoli provò a reagire prima con Hamšík, che colpì in pieno il palo alla sinistra di Buffon, e poi con Higuaín, ma il primo tempo si chiuse con la formazione bianconera in vantaggio di un gol. La ripresa iniziò con la formazione partenopea in avanti alla ricerca del gol del pari, mentre i bianconeri cominciarono ad abbassare i ritmi di gioco. Il Napoli sfiorò il gol con Higuaín, che colpì il palo alla sinistra di Buffon, e con Callejón, il cui tiro uscì di poco fuori. Al 68°, su assist di De Guzmán, il Napoli pareggiò con Higuaín che batté Buffon di testa. Nel finale, la Juventus ritornò pericolosa in due occasioni con Llorente di testa e con un tiro affrettato di Tévez che finì largo alla destra della porta di Rafael.
Si andò ai supplementari. Il Napoli passò al 4-4-2, mentre la Juventus ritornò all'attacco con Llorente e con Vidal, il cui tiro venne salvato da Koulibaly sulla linea. Nel secondo tempo supplementare, Tévez riportò in vantaggio la Juventus con un preciso tiro rasoterra che punì l'incolpevole Rafael. Al 110° Higuaín impegnò severamente Buffon con una conclusione potente da dentro l'area. Il capitano bianconero si dimostrò decisivo anche su Callejon, astuto ad approfittare di un malinteso tra lo stesso portiere e Bonucci. Al 118° il Napoli pervenne al pareggio sempre con Higuaín e così, dopo un'occasione sfumata di Tévez, la gara si protrasse fino ai rigori.
Il primo a tirare fu Jorginho per il Napoli: il tiro venne parato da Buffon. Tévez colpì il palo, mantenendo la parità. Poi segnarono Ghoulam, Vidal, Albiol, Pogba, Inler, Marchisio, Higuaín, Morata, Gargano e Bonucci. Dopo gli errori di Mertens, Chiellini, Callejón e Pereyra, Koulibaly non sbagliò spiazzando Buffon, mentre Rafael neutralizzò il rigore di Padoin e consegnò al Napoli la seconda Supercoppa italiana della sua storia. La Juventus non riuscì a centrare il terzo successo consecutivo in Supercoppa (dopo le due vittorie nel 2012 e nel 2013), mentre il Napoli ritornò a vincere il trofeo a distanza di ventiquattro anni. Dopo la partita arrivarono diverse critiche al tecnico bianconero Allegri per alcune sue scelte tattiche, come la sostituzione di Pirlo nel secondo tempo di gioco.

## Tabellino
| Arbitro: | Valeri (Roma 2) |

|                                                                     |                      |                                                                          |
| Tévez 5’, 107’                                                      | Marcatori            | 68’, 118’ Higuaín                                                        |
| Tévez Vidal Pogba Marchisio Morata Bonucci Chiellini Pereyra Padoin | Tiri di rigore 5 – 6 | Jorginho Ghoulam Albiol Inler Higuaín Gargano Mertens Callejón Koulibaly |

| Juventus | Napoli |

|                      |    |                      |      |      |
|                      |    |                      |      |      |
| P                    | 1  | Gianluigi Buffon (c) |      |      |
| D                    | 26 | Stephan Lichtsteiner |      | 79’  |
| D                    | 19 | Leonardo Bonucci     |      |      |
| D                    | 3  | Giorgio Chiellini    |      |      |
| D                    | 33 | Patrice Evra         |      |      |
| C                    | 6  | Paul Pogba           |      |      |
| C                    | 21 | Andrea Pirlo         |      | 66’  |
| C                    | 8  | Claudio Marchisio    |      |      |
| C                    | 23 | Arturo Vidal         |      |      |
| A                    | 10 | Carlos Tévez         | 109’ |      |
| A                    | 14 | Fernando Llorente    |      | 106’ |
| A disposizione:      |    |                      |      |      |
| P                    | 30 | Marco Storari        |      |      |
| P                    | 34 | Rubinho              |      |      |
| D                    | 5  | Angelo Ogbonna       |      |      |
| D                    | 41 | Filippo Romagna      |      |      |
| C                    | 7  | Simone Pepe          |      |      |
| C                    | 11 | Kingsley Coman       |      |      |
| C                    | 20 | Simone Padoin        |      | 79’  |
| C                    | 37 | Roberto Pereyra      | 69’  | 66’  |
| C                    | 38 | Federico Mattiello   |      |      |
| A                    | 9  | Álvaro Morata        |      | 106’ |
| A                    | 12 | Sebastian Giovinco   |      |      |
| Allenatore:          |    |                      |      |      |
| Massimiliano Allegri |    |                      |      |      |

|                 |    |                     |       |      |
|                 |    |                     |       |      |
| P               | 1  | Rafael              |       |      |
| D               | 11 | Christian Maggio    |       |      |
| D               | 33 | Raúl Albiol         | 80’   |      |
| D               | 26 | Kalidou Koulibaly   |       |      |
| D               | 31 | Faouzi Ghoulam      | 105’  |      |
| C               | 77 | Walter Gargano      |       |      |
| C               | 19 | David López         |       | 91’  |
| C               | 7  | José María Callejón | 76’   |      |
| C               | 17 | Marek Hamšík (c)    |       | 78’  |
| C               | 6  | Jonathan de Guzmán  |       | 106’ |
| A               | 9  | Gonzalo Higuaín     | 45+1’ |      |
| A disposizione: |    |                     |       |      |
| P               | 15 | Roberto Colombo     |       |      |
| P               | 45 | Mariano Andújar     |       |      |
| D               | 4  | Henrique            |       |      |
| D               | 5  | Miguel Britos       |       |      |
| D               | 16 | Giandomenico Mesto  |       |      |
| D               | 96 | Sebastiano Luperto  |       |      |
| C               | 8  | Jorginho            |       | 106’ |
| C               | 14 | Dries Mertens       | 83’   | 78’  |
| C               | 22 | Josip Radošević     |       |      |
| C               | 60 | Antonio Romano      |       |      |
| C               | 88 | Gökhan Inler        |       | 91’  |
| A               | 91 | Duván Zapata        |       |      |
| Allenatore:     |    |                     |       |      |
| Rafael Benítez  |    |                     |       |      |